# Mother Tongue (Band)
Mother Tongue ist eine kalifornische Alternative-Rock-Band, deren Sound an den bluesigen Rock der 1970er Jahre (Jimi Hendrix, Led Zeppelin etc.), mit Einflüssen aus Funk, Soul und anderen Musikstilen erinnert.

## Geschichte
Gegründet wurde Mother Tongue 1990 in Austin (Texas) und bereits ein Jahr später zog man nach Los Angeles, wo ihnen insbesondere ihre energiegeladenen Live-Auftritte viele Fans, darunter auch Berühmtheiten wie Ian Astbury (The Cult) oder Trent Reznor (Nine Inch Nails), bescherten.
Nach ihrem in Szenekreisen geschätzten Debüt (Mother Tongue, 1994), das jedoch kommerziell wenig Erfolg brachte, löste sich die Band im Februar 1996 auf. Es folgten Querelen mit dem alten Label Sony, welches später nach dem erfolgreichen Neustart der Band das Debüt wiederveröffentlichte, ohne die Band an den Einnahmen zu beteiligen.
2002 kommt es zur Reunion, allerdings ohne den alten Drummer und unter einem anderen Label. Auf ihrem zweiten Longplayer Streetlight findet sich mit Chris Cano bzw. Gabriel Roland zwar Ersatz für den ausgestiegenen Geoff Haba, jedoch will keiner von beiden an einer Tour teilnehmen, da sie sich anderen Projekten verpflichtet fühlen. Schließlich wird der Australier Sasha Popovic als Drummer engagiert, der auch beim dritten Album Ghost Note hinter dem Schlagzeug sitzt.
Nach mehrfachen Verzögerungen nahm die Band im Herbst 2007 das Album Follow the Trail mit dem Produzenten Noah Shain auf. Im Vorfeld hatte die Band schon Songs für ein komplettes Album geschrieben, die meisten davon wurden aber zugunsten neuer Kompositionen verworfen.
Nach Veröffentlichung einer so genannten „Fan Edition“ von Streetlight / Ghost Note in Form eines Doppel-CD-Albums ging Mother Tongue 2016 auf „In the Blood“-Tour und arbeitete wieder mit dem Label Noisolution zusammen.

## Diskografie

### Alben
- Mother Tongue, 23. August 1994
- Streetlight, 2. April 2002
- Ghost Note, 23. Juni 2003
- Mother Tongue (Fan-Edition), 2. Februar 2004 (Wiederauflage des Debüts mit vier Bonus-Live-Stücken)
- Follow the Trail, 2008
- Streetlight / Ghost Note (Fan-Edition), 2016 (Wiederauflage der Alben aus den Jahren 2002 und 2003)

### EPs
- Broken, 1996
- Now or Never, Juni 2004
- Visions Xmas Tour EP, Dezember 2006

### Kompilationen
- The Best of Mother Tongue 1990–2010, 2010 (kostenlose Beilage in der August-Ausgabe des Visions-Magazins 2010)